# 1908년 하계 올림픽 사격 남자 단체 싱글샷 러닝 디어
1908년 하계 올림픽 사격 남자 단체 싱글샷 러닝 디어는 1908년 하계 올림픽 사격의 15개 세부종목 중 하나로, 1908년 7월 10일 비즐리 소총사격장에서 열렸다. 총 2개국 8명의 선수가 참가하였다.
단체 싱글샷 러닝디어 종목은 4명의 선수가 한 팀을 이루어, 사슴 형태의 과녁이 75피트 (23m)를 빠르게 움직이는 동안 각 선수마다 한 발씩 쏘아 맞추는 종목이었다. 사격은 한 번의 시도마다 약 4초가 소요되었으며, 사수로부터 110야드(100m) 떨어진 곳에 과녁이 놓여졌다. 과녁에는 3개의 동심원이 있었고, 가장 작은 원은 4점, 가운데 원은 3점, 가장 바깥쪽 원은 2점으로 계산했다. 과녁에 맞되 원 바깥쪽을 맞췄다면 1점으로 취급하였으나 엉덩이 부분은 득점으로 인정하지 않았다. 최고점수는 선수당 40점, 팀당 160점이었다.
영국과 스웨덴 두 팀만 출전하였기에 동메달은 수여되지 않았다. 스웨덴이 금메달을, 영국이 은메달을 획득하였다.

## 경기 결과
| 순위 | 국가         | 선수                   | 점수 |
| ---- | ------------ | ---------------------- | ---- |
| 1    | 스웨덴 (SWE) | 팀 총점                | 86   |
| 1    | 스웨덴 (SWE) | 알프레드 스완          | 26   |
| 1    | 스웨덴 (SWE) | 아르비드 뇌펠          | 22   |
| 1    | 스웨덴 (SWE) | 오스카르 스완          | 21   |
| 1    | 스웨덴 (SWE) | 에른스트 로셀          | 17   |
| 2    | 영국 (GBR)   | 팀 총점                | 85   |
| 2    | 영국 (GBR)   | 찰스 닉스              | 27   |
| 2    | 영국 (GBR)   | 윌리엄 러셀 레인조인트 | 22   |
| 2    | 영국 (GBR)   | 윌리엄 엘리콧          | 18   |
| 2    | 영국 (GBR)   | 테드 랭컨              | 18   |